# FM Towns
L'FM Towns (noto anche come FM-Towns, FM TOWNS o FM-TOWNS) è un computer giapponese sviluppato da Fujitsu e commercializzato dal febbraio 1989 all'estate del 1997. Il sistema nacque come un computer proprietario sviluppato per applicazioni multimediali e per i videogiochi, ma in seguito venne reso compatibile con i sistemi IBM compatibili. Nel 1993 venne presentato l'FM Towns Marty, una console derivata dal sistema FM Towns.
Il nome FM Towns deriva dal fatto che il nome in codice dato al sistema durante il suo sviluppo era "Townes". Il nome è un omaggio a Charles Hard Townes, uno dei vincitori del premio Nobel per la fisica del 1964. In Fujitsu c'era la consuetudine di usare come nome in codice per i computer il nome di vincitori di premi Nobel. La "e" in Townes venne eliminata dal nome del sistema quando questo venne commercializzato per semplificarne la pronuncia e diventò Towns, il prefisso FM invece indica "Fujitsu Micro".

## Modelli e CPU
Elenco dei modelli con data di commercializzazione
- 28 febbraio 1989 - FM TOWNS 1/2/1S/2S
- 7 novembre 1989 - FM TOWNS 1F/2F/1H/2H
- 30 ottobre 1990 - FM TOWNS 10F/20F/40H/80H
- 5 novembre 1991 - FM TOWNS II CX / UX (386SX TOWNS con monitor integrato)
- Febbraio 1992 - FM TOWNS II UX40
- 4 novembre 1992 - FM TOWNS II HR / HG / UG (486 TOWNS orizzontale)
- 15 febbraio 1993 - FM TOWNS II UR (486 TOWNS)
- 20 febbraio 1993 - FM Towns Marty (console)
- 9 novembre 1993 - FM TOWNS II MX / MA / ME (per l'alta risoluzione / TOWNS bianco)
- 14 febbraio 1994 - FM TOWNS II MF, Fresh
- Aprile 1994 - Kamati
- 18 giugno 1994 - FM TOWNSII Fresh TV (con generatore di segnale per TV)
- 30 ottobre 1994 - FM TOWNSII EA, Fresh-E / T
- Novembre 1994 - Kamati II
- Dicembre 1994 - FM TOWNSII HA / HB (con Pentium)
- 8 febbraio 1995 - FM TOWNSII HC / Fresh-ES / ET
- 10 febbraio 1995 - FM TOWNSII modello SN
- Estate 1995 - FM TOWNSII Fresh-FS/FT
- Inverno 1995 - FMV-TOWNS modello H, Fresh-GS/GT
- Estate 1996 - FMV-TOWNS modello H2, Fresh-GE/GM
- Estate 1997 - FMV-TOWNS modello H20

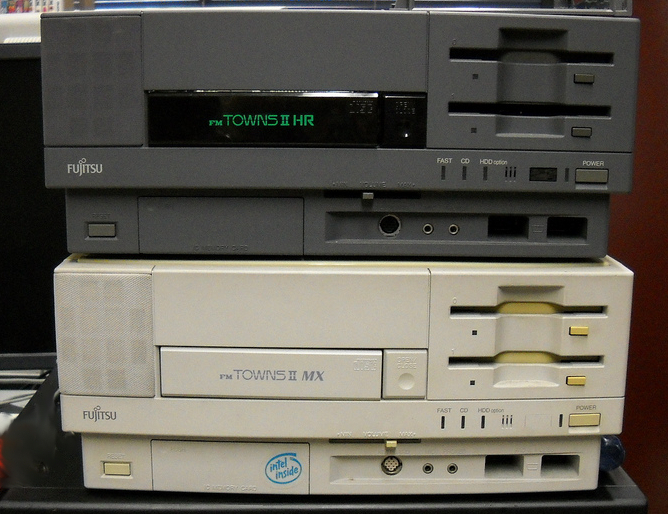
FM TOWNS II, modelli HR e MX

Elenco delle CPU utilizzate:
- 80386SX (16 MHz): UX, (Marty, MartyII, Kamati)
- 80386DX (16 MHz): il primo CX
- 80386DX (20 MHz): HG, UG
- 80486SX (20 MHz): HR, UR
- 80486SX (25 MHz): ME
- 80486SX (33 MHz): MA, MF, Fresh, FreshTV, Fresh-T, EA
- 80486DX2 (66 MHz): MX, Fresh-E, Fresh-ES, Fresh-ET, HA
- 486DX4 (100 MHz): Fresh-FS, Fresh-FT
- Pentium (Socket4/60 MHz): HB
- Pentium (Socket5/90 MHz): HC

## Videogiochi
Il sistema fu ampiamente utilizzato per il videogioco, con circa 700 titoli commerciali, tra i quali anche molte conversioni di giochi per PC occidentali.